# Жадовинек
Жадовинек (словен. Žadovinek) је насељено место у општини Кршко, Посавска регија, Словенија.

## Историја
До територијалне реорганизације у Словенији био је у саставу старе општине Кршко.

## Становништво
У попису становништва из 2011. године, Жадовинек је имао 79 становника.
| Број становника према пописима | Број становника према пописима | Број становника према пописима |
| ------------------------------ | ------------------------------ | ------------------------------ |
| 1991                           | 2002                           | 2011                           |
| 89                             | 82                             | 79                             |

Напомена: Године 1964. умањено за део насеља који је припојен насељу Кршко.

## Галерија
- стара сеоска кућа
- полигон за авијацију